# Luther H. Evans

Luther H. Evans, 1958.

Luther Harris Evans (* 13. Oktober 1902 in Sayersville, Bastrop County, Texas; † 23. Dezember 1981 in San Antonio, Texas) war ein US-amerikanischer Politikwissenschaftler, Leiter der Library of Congress und UNESCO-Generaldirektor.
Er organisierte und leitete den Historical Records Survey, eine Bestandsaufnahme historisch bedeutender Akten zahlreicher Archive im Rahmen von Arbeitsbeschaffungsmaßnahmen des New Deal. Danach wurde er durch den Leiter der Library of Congress, Archibald MacLeish, zum Leiter des Legislative Reference Service und später zum stellvertretenden Leiter der Library of Congress berufen. Nach MacLeish’ Ausscheiden ernannte der damalige US-Präsident Harry S. Truman Evans zu dessen Nachfolger. Diese Position behielt er zwischen 1945 und 1953. Während seiner Amtszeit stellte sich Evans gegen die Zensur des Bibliotheksbestandes und erweiterte diese Sammlung außerordentlich. Durch seine Erfahrungen mit internationalen Beziehungen brachte er zahlreiche Schriften wieder in ihre Ursprungsländer.
Evans arbeitete auch mit verschiedenen US-Delegationen während der Bildung der UNESCO. Er nahm mit der Regierungsdelegation seines Landes an allen Generalkonferenzen von 1945 an teil und vertrat die USA von 1949 an im Exekutivrat der Organisation. 1953 gab er sein Amt auf, um bei der UNESCO als dritter Generaldirektor zu arbeiten. Vom 4. Juli 1953 bis zum 4. Dezember 1958 hatte er diesen Posten inne. 1950 wurde Evans in die American Academy of Arts and Sciences gewählt.
Evans war auch Präsident der Nationalkommission der USA. Anfangs sah er sich als professionellen Administrator und nahm Einschränkungen der Programme zunächst hin. Diese waren Ausdruck des geringen Stellenwertes der UNESCO in der Außenpolitik vieler Mitgliedsstaaten in dieser Zeit des Kalten Krieges. Später trat er mit eigenen neuen Ideen für Aktivitäten hervor, darunter zur friedlichen Nutzung der Kernenergie. Ein von ihm angeregter direkter und sachbezogener Dialog zwischen Mitgliedsstaaten, Exekutivrat und Sekretariat wirkte sich positiv auf das Klima in der Organisation aus und stärkte den Generaldirektor in der Rolle eines Initiators und Vermittlers der UNESCO-Anliegen.
Mit dem Eintritt der Sowjetunion im Frühjahr 1954 wurden die Chancen des Agierens für den Generaldirektor einerseits größer, anderseits vielschichtiger und komplizierter. Luther H. Evans legte sein Amt nieder, da der Internationale Gerichtshof Den Haag die von ihm auf Forderung des McCarthy-Ausschusses veranlasste Entlassung von US-amerikanischen Sekretariatsmitarbeitern missbilligte.